# Hydrastis canadensis
Hydrastis canadensis är en ranunkelväxtart som beskrevs av Carl von Linné. Hydrastis canadensis ingår i släktet Hydrastis och familjen ranunkelväxter. Inga underarter finns listade i Catalogue of Life.

## Bildgalleri

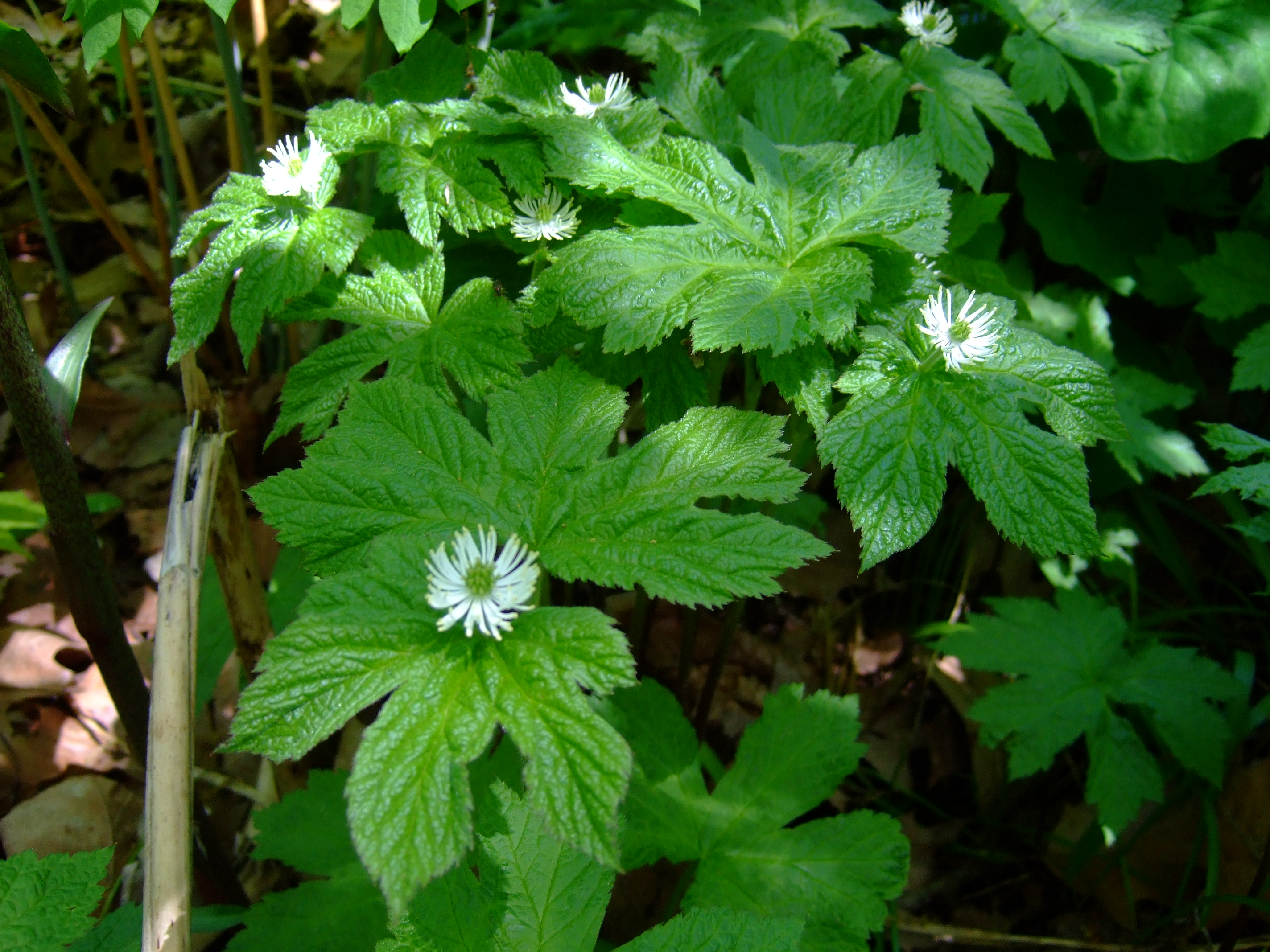